# 日本シーボルト協会
日本シーボルト協会（にほんシーボルトきょうかい）は、江戸時代後期に来日したフィリップ・フランツ・フォン・シーボルト、その子アレクサンダー・フォン・シーボルト、ハインリヒ・フォン・シーボルト、楠本いねを始めとするシーボルト関係研究の継承、発展を目的にハインリッヒ子孫の関口忠志を中心に設立された任意団体。

## 経歴
2008年にハインリヒの没後100年を機に準備委員会が設立された。
2008年にはハインリヒの没後100年記念企画をドイツ・オーストリア両大使館、外務省、青梅市、大田区、北区などの後援によって開催し、翌年の正式発足を宣言した。2009年に正式に発足した。
2015年3月に公式サイトを公開した。

## 組織、体制
本部は東海大学沓澤研究室、事務局は東京都新宿区のシーボルトサロン内に置く。
現在の代表幹事は沓澤宣賢。
ドイツのヴュルツブルクに、シーボルトの次女ヘレーネの末裔ブランデンシュタイン・コンスタンティン・ツェッペリンが会長を務めるドイツ・シーボルト協会が存在する。同会理事で長崎純心大学教授の宮坂正英は、日本シーボルト協会設立準備委員会幹事を務める。